# Русин Гаврило Іванович
Русин Гаврило Іванович — 154-й міський голова Мукачева, голова виконкому Мукачівської міської ради після возз'єднання Закарпатської України з Радянською Україною (1946–1948) 